# كلود لامبرت
كلود لامبرت (مواليد 16 فبراير 1969) هو ملاكم كندي، مثّل بلاده في الألعاب الأولمبية الصيفية 1996.

## روابط خارجية
كلود لامبرت على موقع أوليمبيديا (الإنجليزية)
- كلود لامبرت على موقع اللجنة الأولمبية الكندية (الإنجليزية)